# Einstein-Szilárdův list
Einsten-Szilárdův list je dopis napsaný Leó Szilárdem a podepsaný Albertem Einsteinem 2. srpna 1939, který byl zaslán prezidentovi Spojených států Franklinu D. Rooseveltovi. Dopis, který Leó Szilárd (od roku 1938 pobývající v New Yorku) napsal po konzultaci s dalšími maďarskými fyziky Edwardem Tellerem a Eugenem Paulem Wignerem, varoval, že by Německo mohlo vyvinout atomovou bombu. Proto navrhoval, aby Spojené státy zahájily vlastní jaderný program. Roosevelta to přimělo k akci, která nakonec vyústila v projekt Manhattan, vývoj prvních atomových bomb a jejich svržení na japonská města Hirošima a Nagasaki.

## Důvody vzniku dopisu
Otto Hahn a Fritz Strassmann oznámili objev jaderného štěpení uranu v časopise Die Naturwissenschaften 6. ledna 1939 a Lise Meitnerová jej identifikovala jako jaderné štěpení a popsala jeho mechanismus v časopise Nature 11. února 1939. To rychle vyvolalo intenzivní zájem fyziků o tuto oblast. Dánský fyzik Niels Bohr přinesl tuto zprávu do Spojených států a 26. ledna 1939 byla v USA zahájena pátá washingtonská konference o teoretické fyzice, na které vystoupil mimo jiné Enrico Fermi. Výsledky z Rakouska a Stockholmu (kam Meitnerová musela po anšlusu Rakouska utéct) byly rychle potvrzeny dalšími experimentálními fyziky, především Enrico Fermim a Johnem R. Dunningem z Kolumbijské univerzity.:s.10–13
Maďarský fyzik Leó Szilárd si uvědomil, že štěpení těžkých atomů při ostřelování neutrony lze využít k vytvoření řetězové jaderné reakce, která by mohla přinést obrovské množství energie pro výrobu elektrické energie nebo atomové bomby. Pokud by počet sekundárních neutronů vzniklých při řetězové reakci řízené neutrony byl větší než jedna, pak by každá taková reakce mohla vyvolat několik dalších reakcí, čímž by vznikl exponenciálně rostoucí počet reakcí. Leó Szilárd si dokonce již v roce 1933 podal patent z této oblasti. V praxi se však Szilardovi nepodařilo dosáhnout řetězové reakce, když pro experiment tehdy použil atomy lehkých prvků, zatímco později se používaly těžké prvky, především uran.:s.132–136
Leó Szilárd se spojil s Enrico Fermim a společně postavili jaderný reaktor z přírodního uranu na Kolumbijské univerzitě, kde George B. Pegram vedl katedru fyziky. Vznikly neshody o tom, zda štěpení probíhá díky uranu 235, který tvoří výrazně méně než jedno procento přírodního uranu, nebo díky uranu 238 (kterého je více než 99,27 procent). Fermi a Szilárd provedli řadu experimentů a dospěli k závěru, že řetězová reakce v přírodním uranu by mohla být možná, pokud by se podařilo najít vhodný moderátor neutronů. Zjistili, že atomy vodíku ve vodě neutrony zpomalují, ale současně mají tendenci je zachytávat. Szilárd pak navrhl použít jako moderátor uhlík. K vytvoření reaktoru je třeba velké množství čistého uhlíku a uranu. Szilárd byl přesvědčen, že se jim to podaří, pokud tyto materiály získají v dostatečném množství a kvalitě.:s.13–14
Szilárd se velmi obával, že by se o tento experiment mohli pokusit také němečtí vědci. Německý jaderný fyzik Siegfried Flügge publikoval v roce 1939 dva významné články o využití jaderné energie. Poté, co o této hrozbě diskutoval s maďarským kolegou Eugenem Wignerem, se rozhodli, že by měli varovat Belgičany, protože belgické Kongo bylo nejlepším zdrojem uranové rudy. Wigner navrhl, že vhodnou osobou by mohl být Albert Einstein, který se znal s belgickou královskou rodinou. Szilárd se s Einsteinem také dobře znal. V letech 1926–1930 s ním spolupracoval na vývoji Einsteinovy ledničky (též Einstein-Szilárdova lednička).:s.15–16

## Příprava a text dopisu

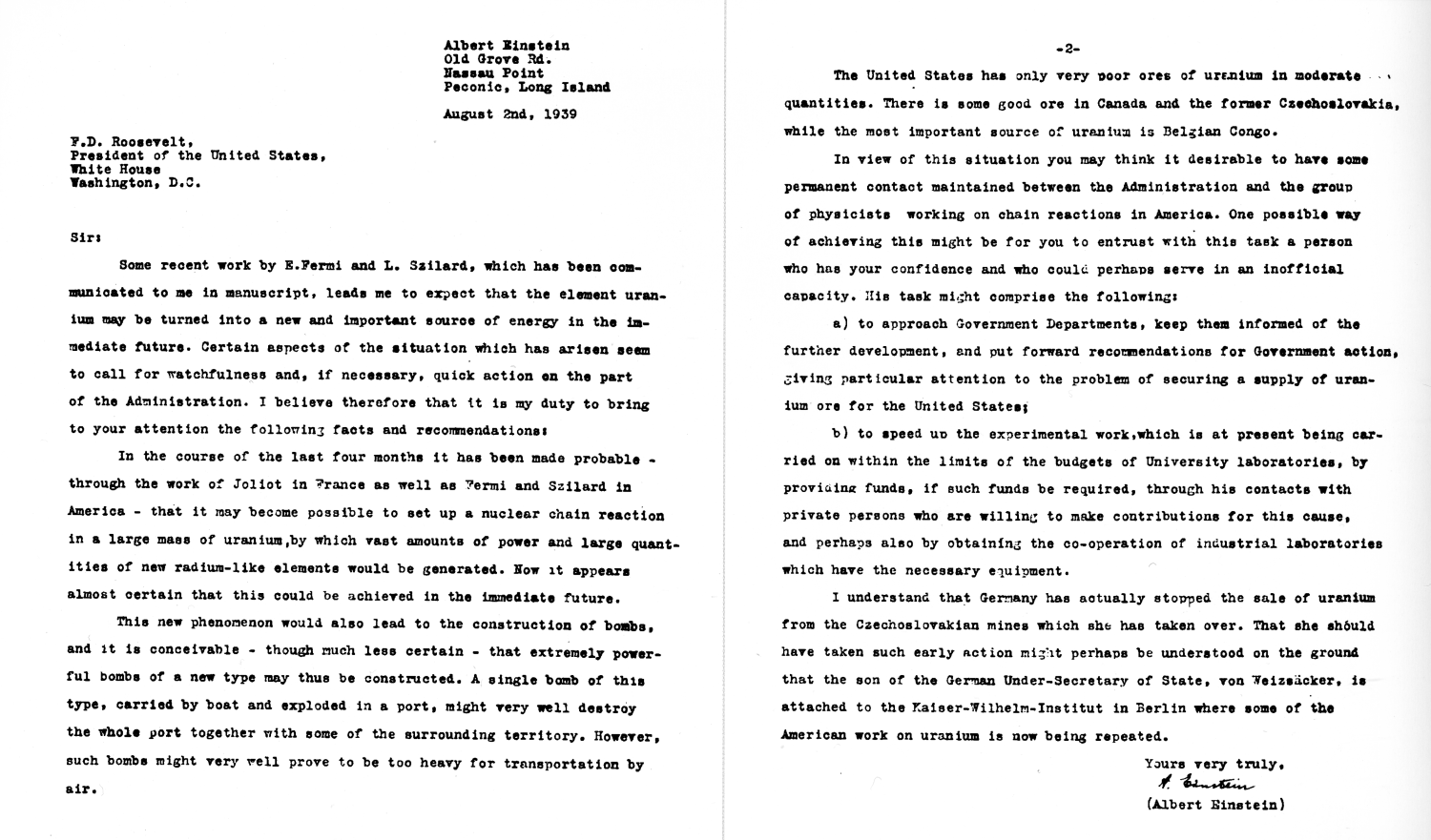
Faksimile dopisu

12. července 1939 přijeli Leó Szilárd a Eugene Paul Wigner do Cutchogue na New York Long Islandu, kde Einstein pobýval, Wignerovým autem. Když mu vysvětlovali možnost vzniku atomové bomby, Einstein odpověděl: „Daran habe ich gar nicht gedacht“ (Na to jsem ani nepomyslel). Einstein nadiktoval belgickému velvyslanci ve Spojených státech dopis v němčině. Wigner jej zapsal a Einstein s ním souhlasil a podepsal jej. Na Wignerův návrh také připravili dopis pro ministerstvo zahraničí, v němž vysvětlili, co a proč dělají, a dali mu dva týdny na odpověď, pokud by mělo nějaké námitky.:s.198–200
Stále ale ještě zůstával zásadní problém získat vládní podporu pro atomový výzkum. Další Szilárdův přítel, rakouský ekonom Gustav Stolper, navrhl oslovit Alexandra Sachse, který měl přístup k prezidentu Franklinu Delano Rooseveltovi. Sachs řekl Szilárdovi , že s prezidentem o tématu již mluvil, ale že Enrico Fermi a George Braxton Pegram se domnívají, že vyhlídky na sestrojení atomové bomby jsou mizivé. Přislíbil Szilárdovi, že dopis doručí, ale navrhl, aby ho poslal někdo prestižnější. Pro Szilárda byl Albert Einstein opět jasnou volbou. Sachs a Szilárd vypracovali návrh dopis plný pravopisných chyb a poslali ho Einsteinovi.:s.15–16:s.200–201
Szilárd se 2. srpna opět vydal na Long Island. Wigner tentokrát nebyl k dispozici, a tak řízením auta pověřil jiného maďarského fyzika, Edwarda Tellera. Po obdržení návrhu Einstein nejprve nadiktoval verzi dopisu v němčině. Po návratu na Kolumbijskou univerzitu nadiktoval Szilárd dopis anglicky mladé stenografce katedry Janet Coatesworthové. Ta později vzpomínala, že když se Szilárd zmínil o extrémně silných bombách, „byla si jistá, že pracuje pro blázna“. Zakončení dopisu slovy „S pozdravem, Albert Einstein“ na tomto dojmu nic nezměnilo. Anglický dopis i delší vysvětlující dopis pak byly Einsteinovi zaslány k podpisu.:s.202

### Úryvek zdopisu
Plný text dopisu v originálním znění je k dispozici na Wikisource (viz odkaz výše nebo také sekce Externí odkazy v závěru článku). Dopis je datován 2. srpna 1939, adresován prezidentu Franklinu Delano Rooseveltovi a obsahuje mimo jiné následující varování:
V průběhu posledních čtyř měsíců se díky práci Joliota ve Francii i Fermiho a Szilárda v Americe ukázalo, že je možné ve velkém množství uranu spustit řetězovou jadernou reakci, při níž by vzniklo obrovské množství energie a velké množství nových prvků podobných radiu. Nyní se zdá být téměř jisté, že by toho mohlo být dosaženo v blízké budoucnosti.

Tento nový jev by také vedl ke konstrukci bomb a je možné – i když mnohem méně jisté – že by tak mohly být zkonstruovány extrémně výkonné bomby nového typu. Jediná bomba tohoto typu, přepravovaná na lodi a odpálená v přístavu, by mohla velmi dobře zničit celý přístav i s částí okolního území. Takové bomby by se však mohly ukázat jako příliš těžké pro leteckou přepravu.

Úvaha o příliš velké váze bomby je v textu dopisu uvedena proto, že v době odeslání dopisu se odhadovalo, že množství materiálu potřebného pro štěpnou řetězovou reakci může být až několik tun. Až o sedm měsíců později (v březnu 1940) bylo ve Velké Británii (na univerzitě v Birminghamu) publikováno tzv. Frischovo–Peierlsovo memorandum, které obsahovalo nové výpočty o velikosti kritického množství pro atomovou bombu. Toto memorandum odhadlo nutné množství štěpného materiálu na méně než 10 kilogramů (bomba Fat Man nakonec použila 6,4 kg plutonia). Stalo se tedy zjevné, že bombu by bylo možné dopravit letecky a tato publikace měla zásadní vliv na britské a zejména americké úvahy o jaderném programu.:s.40–45

### Zmínka oČeskoslovensku
Další část dopisu obsahuje varování týkající se nacistického Německa a pro českého čtenáře je v tomto kontextu zajímavé, že text explicitně zmiňuje uranové doly, které nacisté po obsazení Československa a vzniku Protektorátu Čechy a Morava v březnu 1939 zabrali:
Pokud vím, Německo doopravdy zastavilo prodej uranu z československých dolů, které převzalo. To, že přikročilo k tak brzkým opatřením, lze snad pochopit z toho důvodu, že syn německého náměstka ministra zahraničí von Weizsäckera působí v Kaiser-Wilhelm-Institutu v Berlíně, kde se nyní opakují některé americké pokusy s uranem.

## Doručení Rooseveltovi
Einstein doručený dopis podepsal a poslal zpět Szilárdovi, který ho obdržel 9. srpna. Szilárd předal krátký i dlouhý dopis spolu s vlastním průvodním dopisem Sachsovi 15. srpna 1939. Alexander Sachs požádal pracovníky Bílého domu o schůzku s prezidentem Rooseveltem, ale než se ji podařilo domluvit, 1. září Německo napadlo Polsko a začala druhá světová válka. Sachs schůzku odložil na říjen, aby prezident věnoval dopisu náležitou pozornost.:s.202, 207
Ke schůzce nakonec došlo 11. října 1939. Kromě prezidenta Roosevelta se jí účastnili prezidentův tajemník, brigádní generál Edwin Watson, a dva odborníci na munici, podplukovník armády Keith F. Adamson a velitel námořnictva Gilbert C. Hoover. Roosevelt shrnul rozhovor takto: „Alexi, jde ti o to, aby nás nacisté nevyhodili do povětří.“:s.17

### Rooseveltova odpověď

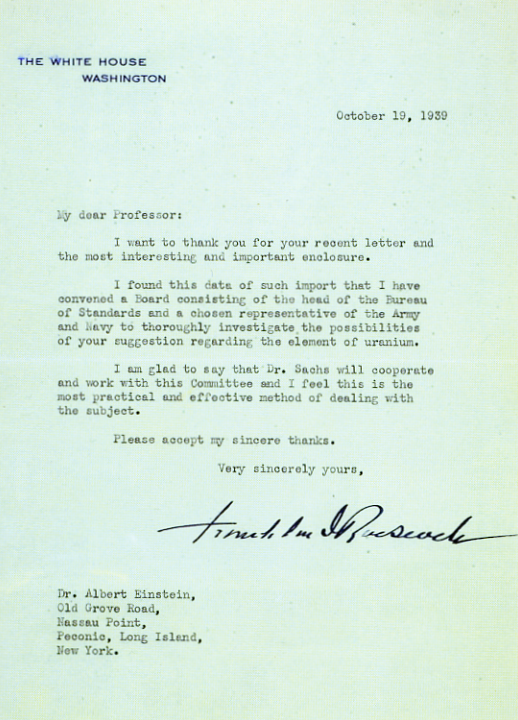
Rooseveltova odpověď

Einstein obdržel od Roosevelta oficiální odpověď, ve které mu nejprve poděkoval za zaslání dopisu a poté ho informoval:
Považoval jsem tyto údaje za tak důležité, že jsem svolal komisi složenou z vedoucího Bureau of Standards a vybraných zástupců armády a námořnictva, aby důkladně prozkoumala možnosti Vašeho návrhu týkajícího se prvku uranu.

### Tři další dopisy
Einstein postupně poslal Rooseveltovi další dopisy. Druhý a třetí byly odeslány 7. března 1940 a 25. dubna 1940. V těchto dopisech ho vyzval k přijetí konkrétních opatření v oblasti jaderného výzkumu. Szilárd vypracoval ještě čtvrtý dopis, který Einsteinovi předložil k podpisu a v němž prezidenta vyzval, aby se se Szilárdem sešel a projednal s ním politiku v oblasti jaderných zbraní a energie. Dopis byl sice datován 25. března 1945, ale kancelář prezidenta ho obdržela až po smrti Roosevelta 12. dubna 1945.
(Novým prezidentem Spojených států se stal Harry S. Truman a tomu Szilárd v červenci 1945 zaslal petici, kterou podepsalo 70 předních vědců pracujících na projektu Manhattan. Petice se však až k prezidentu Trumanovi nikdy nedostala. Odtajněna a zveřejněna byla teprve v roce 1961.)

## Navazující události
Roosevelt se rozhodl, že dopis vyžaduje okamžité kroky, a povolil vytvoření Poradního výboru pro uran (Advisory Committee on Uranium). Výboru předsedal Lyman James Briggs, ředitel Úřadu pro standardy (Bureau of Standards; dnes Národní institut standardů a technologie, NIST). Dalšími členy byli Adamson a Hoover. Kromě členů výboru se ho zúčastnili fyzikové Fred L. Mohlerro (rovněž z Úřadu pro standardy) a Richard B. Roberts z Carnegie Institution of Washington. A také již zmínění tři fyzikové maďarského původu, kteří se podíleli na vzniku dopisu Rooseveltovi: Szilárd, Wigner a Teller. Einstein byl pozván, ale účast odmítl.:s.20–21
Výbor se poprvé sešel 21. října 1939. Adamson byl skeptický k vyhlídkám na sestrojení atomové bomby, ale byl ochoten schválit 6000 dolarů (přes 126 tisíc dolarů v cenách roku 2023) na nákup uranu a grafitu pro Szilardův a Fermiho experiment, který měl vyzkoušet proveditelnost řetězové reakce v přírodním uranu. Poradní výbor pro uran byl počátkem snah americké vlády o vývoj atomové bomby, ale zatím ho nijak energicky nepodporoval.:s.20–21
V roce 1940 byl Poradní výbor pro uran nahrazen  Národním výborem pro obranný výzkum (National Defense Research Committee, NDRC):s.24–26 a v roce 1941 Úřadem pro vědecký výzkum a vývoj (Office of Scientific Research and Development, OSRD).:s.41 Publikování tzv. Frischova–Peierlsova memoranda na Univerzitě v Birminghamu a rovněž britské MAUD zprávy zásadně změnilo názory britských i amerických vědců na možnost sestrojení atomové bomby. Na základě toho Roosevelt v lednu 1942 schválil plnohodnotné vývojové úsilí. Práci na výzkumu štěpení převzala armáda Spojených států a vznikl mimořádně rozsáhlý program vývoje atomové bomby, později známý jako projekt Manhattan.:s.49, 75
I když se Albert Einstein svým podpisem dopisu zásadně zasloužil o vznik projektu Manhattan, sám v něm nakonec nepracoval. Armáda a Vannevar Bush mu  odepřeli potřebné pracovní povolení s tím, že jeho pacifistické sklony a status celebrity z něj dělají bezpečnostní riziko. Ale nejméně jeden zdroj uvádí, že Einstein tajně přispěl do projektu Manhattan několika rovnicemi. Einsteinovi bylo povoleno pracovat jako konzultant pro United States Navy's Bureau of Ordnance.
Albert Einstein podle Linuse Paulinga později litoval, že dopis podepsal, protože vedl k vývoji atomové bomby a jejího použití proti Japonsku. Dodal, že Einstein své rozhodnutí zdůvodnil větším nebezpečím, že nacistické Německo bombu vyvine jako první. V roce 1947 Einstein řekl v rozhovoru pro časopisu Newsweek:
Kdybych věděl, že se Němcům nepodaří vyvinout atomovou bombu, nic bych neudělal.

### Další literatura
HARGITTAI, István. The Martians of science: five physicists who changed the twentieth century. 1. vyd. Oxford: Oxford University Press, 2006, 2006. xxiv + 313 s. ISBN 978-0-19-517845-6. (angličtina): Biografie pěti fyziků a matematiků maďarského původu (Leó Szilárd, Eugene Paul Wigner, Edward Teller, Theodore von Kármán a John von Neumann) je dostupná ve vybraných českých knihovnách.